# Uzunalan, Ayvacık
Uzunalan là một xã thuộc huyện Ayvacık, tỉnh Çanakkale, Thổ Nhĩ Kỳ. Dân số thời điểm năm 2011 là 140 người.